# Hyatt H. Waggoner
Hyatt Howe Waggoner (* 19. November 1913 in Pleasant Valley, New York; † 13. Oktober 1988 in Hanover, New Hampshire) war ein amerikanischer Literaturwissenschaftler, der besonders mit Arbeiten zu Nathaniel Hawthorne hervorgetreten ist.

## Biografie
Waggoner studierte am Middlebury College (B.A. 1935) und der University of Chicago (M.A. 1936). 1942 promovierte er an der Ohio State University zum Ph.D. Von 1939 bis 1942 lehrte er zunächst an der University of Omaha. Von 1942 bis 1956 war er Professor für Englische Literatur an der University of Kansas City. 1956 folgte er einem Ruf der Brown University. Dort leitete er von 1960 bis 1970 den Lehrbereich „American Civilization“ (einem Vorläufer der American Studies, die sich erst zu dieser Zeit langsam als eigenständige Disziplin etablierte). 1979 wurde er emeritiert.

## Werke
- The Heel of Elohim: Science and Values in Modern American Poetry. University of Oklahoma Press, Norman 1950.
- Hawthorne: A Critical Study. Harvard University Press, Cambridge, Mass. 1955. Reprint 1963.
- William Faulkner: From Jefferson to the World. University of Kentucky Press, Lexington 1959.
- Nathaniel Hawthorne. University of Minnesota Press, Minneapolis 1962. (= University of Minnesota Pamphlets on American Writers 23)
- American Poets: From the Puritans to the Present. Houghton Mifflin, Boston 1968.
- Emerson as Poet. Princeton University Press, Princeton NJ 1974. ISBN 0-691-06269-2
- The Presence of Hawthorne. Louisiana State University Press, Baton Rouge 1979. ISBN 0-8071-0576-7
- American Visionary Poetry. Louisiana State University Press, Baton Rouge 1982. ISBN 0-8071-1051-5